# Barnaba (Bielajew)
Warnawa, imię świeckie: Nikołaj Nikanorowicz Bieliajew (ur. 30 kwietnia?/12 maja 1887 w Moskwie, zm. 6 maja 1963 w Kijowie) – rosyjski biskup prawosławny i asceta.

## Życiorys
Urodził się w rodzinie ślusarza, ukończył gimnazjum w Moskwie, a następnie akademię duchowną w tym samym mieście, uzyskując końcowy dyplom kandydata (magistra) teologii w 1915. Wcześniej, w 1911, złożył śluby zakonne, a następnie kapłańskie w 1913. W roku następnym pielgrzymował do Jerozolimy. Po powrocie został wykładowcą homiletyki w seminarium duchownym w Niżnym Nowogrodzie, uzyskując godność archimandryty i obejmując równolegle obowiązki przełożonego monasteru Staro-Gołutwińskiego.
16 lutego 1920 został biskupem pomocniczym eparchii niżnonowogrodzkiej z tytułem biskupa wasilsurskiego, jednak w 1922, z uwagi na zły stan zdrowia został zwolniony z obowiązków duszpasterskich. Latem tego samego roku, dowiedziawszy się, że jego wcześniejszy przełożony biskup Eudokim (Mieszczerski) poparł ruch Żywej Cerkwi, postanowił zostać jurodiwym. W 1928 założył nielegalny monaster w Kyzyłordzie i rozpoczął życie ascety, jak i napisał pracę Podstawy sztuki świętości.
W 1931 udał się do Moskwy, gdzie w 1933 został aresztowany pod zarzutem prowadzenia religijnej propagandy wśród młodzieży, wyszła też na jaw jego wcześniejsza aktywność. Został skazany na trzy lata obozu we wsi Topuczaja. Po zakończeniu kary żył w Tomsku i Kijowie, gdzie zmarł.